# Tomicobomorphella justicia
Tomicobomorphella justicia är en stekelart som beskrevs av Girault 1915. Tomicobomorphella justicia ingår i släktet Tomicobomorphella och familjen puppglanssteklar. Inga underarter finns listade i Catalogue of Life.